# Badger (Schiff, 1970)
USS Badger (DE/FF-1071) war ein Geleitzerstörer, am 1. Juli 1975 zur Fregatte (FF) umklassifiziertes Schiff der Knox-Klasse. Sie diente von 1970 bis 1991 in der Pazifikflotte der United States Navy und war das fünfte Schiff, das nach Angehörigen der Familie Badger, die eine lange Tradition in der US Navy besaß, benannt wurde. Die Fregatte wurde 1998 als Zielschiff versenkt.

## Technik
Mehr zur Technik findet sich im Artikel zur Klasse unter Knox-Klasse

### Rumpf und Antrieb
Der Rumpf der Badger war 133,5 Meter lang und 14,25 Meter breit. Der maximale Tiefgang betrug 7,6 Meter, die Verdrängung im beladenen Zustand 4100 Tonnen. Der Antrieb erfolgte über eine Getriebeturbine, die Leistung betrug 35.000 PS. Der Dampf für den Antrieb wurde in zwei Kesseln erzeugt. Die Höchstgeschwindigkeit lag offiziell bei 27 Knoten, bei 20 Knoten betrug die Reichweite 4500 Seemeilen.

### Bewaffnung und Elektronik
Hauptbewaffnung des Schiffs war, neben ihrem 5-Zoll-Mk.-42-Geschütz der ASROC-Starter vor der Brücke. Des Weiteren verfügte sie über U-Jagdtorpedorohre in den Aufbauten. Auf dem Heck befand sich ein Landedeck, zuerst für U-Jagddrohnen, später für einen SH-2 Seasprite-Helikopter. Auf dem Achterdeck wurde kurz nach der Indienststellung ein Mk. 25-Sea-Sparrow-Starter installiert, der Mitte der 1980er Jahre durch ein Mk. 15 Phalanx-Close-in-Weapon-System ersetzt wurde.
Von Beginn an mit dem SQS-26-Bugsonar ausgerüstet, erhielt sie zeitgleich mit ihrem Lenkwaffenstarter auch ein SQS-35-Schleppsonar, das im Heck untergebracht war. Für die Luftaufklärung befand sich auf der Mack ein SPS-40-Radar, als Oberflächensuchradar wurde ein SPS-10 von Raytheon verwendet. Die Feuerleitung des Geschützes erfolgte durch ein Mk. 68-Radar, die des ASROC-Starters durch ein Mk. 114, mit dem Sea Sparrow kam auch ein Mk. 115-Feuerleitradar an Bord.

## Geschichte

### Bau und Indienststellung
Die Kiellegung des Schiffes erfolgte am 17. Februar 1968 bei Todd Pacific Shipyards in San Pedro, Kalifornien. Am 7. Dezember 1968 sollte das Schiff von der Witwe Admirals Oscar C. Badger II, Isabelle Austen Badger, auf den Namen USS Badger getauft werden. Als Mrs. Badger die Champagnerflasche am Bug zerschmetterte, rief sie mit lauter Stimme aus: I christen thee Oscar Charles Badger II (Ich taufe dich Oscar Charles Badger II). Dieser Name war zuvor von der Navy abgelehnt worden, da bereits die USS Badger von 1919 nach dem Großvater des Admirals, der den gleichen Namen trug, benannt worden war. Trotz alledem wurde das Schiff offiziell als Geleitzerstörer USS Badger mit der Kennung DE-1071 ab dem 1. Dezember 1970 in den Schiffsregistern der Navy geführt. Im Januar 1971 waren die Ausrüstungsarbeiten im Long Beach Naval Shipyard abgeschlossen und es wurde mit den ersten Test- und Erprobungsfahrten begonnen.

### Dienstzeit

#### 1971–1975
Nach den Probefahrten kehrte die Badger im Mai 1971 in die Werft zurück, wo sie mit einem Sea Sparrow-Starter und einem IVDS-Schleppsonar ausgestattet wurde. Am 16. März 1972 brach die Badger zu ihrer ersten Einsatzfahrt auf. Über Hawaii, Midway und Guam dampfte sie nach Subic Bay, wo sie am 7. April eintraf. Am nächsten Tag lief sie wieder aus, in Richtung Đà Nẵng, wo sie zwei Tage später eintraf. Die Badger wurde in das Patrouillengebiet an der Mündung des Cua-Viet-Flusses, einige Kilometer südlich der Demilitarisierten Zone eingeteilt, wo sie am 11. April zum ersten Mal die Küste beschoss und beschossen wurde. Am 15. April kehrte sie zur Reparatur ihres ausgefallenen 5-Zoll-Geschützes nach Đà Nẵng zurück. Die Arbeiten waren einen Tag später abgeschlossen und das Schiff kehrte für drei Tage in sein Einsatzgebiet zurück. Ab dem 19. April war es als „plane guard“ (Rettungsschiff für beim Start oder Landung verunglückte Piloten) beim Flugzeugträger Constellation im Golf von Tonkin eingesetzt. Am 17. Mai wurde es dort von der Albert David abgelöst und setzte Kurs in Richtung Sasebo, Japan. Am 29. Mai kehrte sie in den Golf zurück, wo sie mit der Sterett als Search-and-Rescue-Schiff eingesetzt war. Nach vier Tagen wurde sie jedoch wieder als „plane guard“ eingesetzt, diesmal im Verband der Ticonderoga.

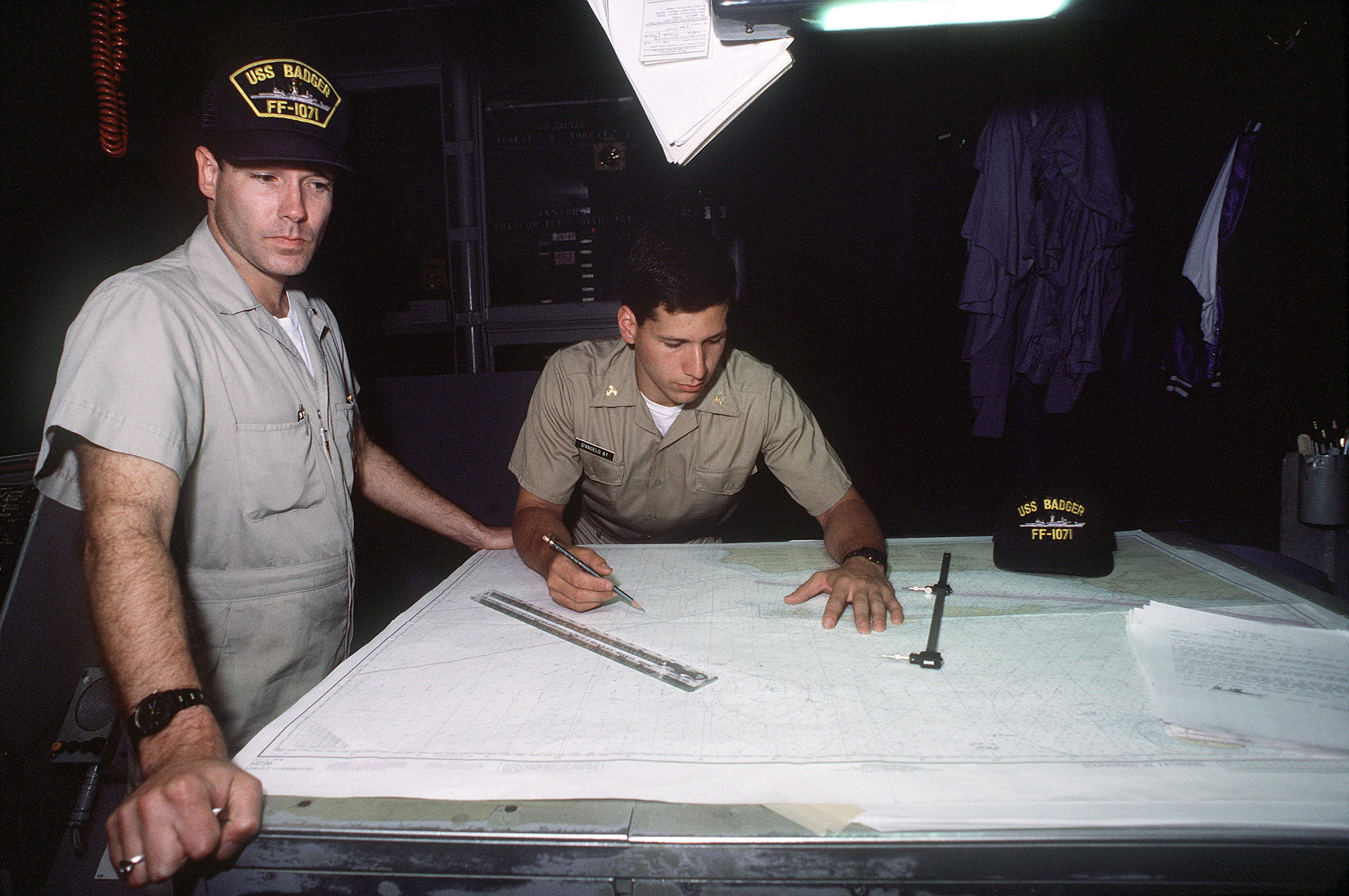
Besatzungsmitglieder der Badger koppeln den Kurs

Vom 26. Juni bis zum 7. Juli war sie erneut vor der Küste eingesetzt, anschließend in der Kampfgruppe der Midway. Die Gruppe verließ den Golf von Tonkin und fuhr zur US-Basis auf den Philippinen, wo die Schiffe kurz überholt wurden. Am 17. Juli kehrte die Badger in vietnamesische Gewässer zurück und nahm erneut an Operationen vor der nördlichen Küste teil. Am 12. August löste sie die Worden als „plane guard“ der Midway ab und fuhr mit dieser erneut in Richtung Subic Bay. Am 15. August verließen beide Schiffe den Stützpunkt in Richtung Hongkong, wo sie für eine Woche blieben. Bis zum 23. August hatten die Besatzungen der Badger Landgang, danach kehrte das Schiff über Subic Bay nach Vietnam zurück. Dort angekommen wurde die Badger der Long Beach auf der SAR-Position zugeteilt. Nach der Ablösung der Long Beach durch die Gridley blieben die Schiffe bis zum 10. September auf ihrer Position. Dann wurde die Badger durch ihr Schwesterschiff Hepburn abgelöst und verlegte zur Hancock, die sie über Subic Bay und Yokosuka in die Staaten zurückbegleitete. Sie  kam am 4. Oktober in Long Beach an, blieb den Rest des Jahres im Hafen und ging am 8. Januar 1973 bei Todd in Los Angeles ins Dock.
Während der viermonatigen Werftliegezeit wurde die Antriebsanlage erneuert, außerdem wurde das Schiff für die Aufnahme eines LAMPS I-Hubschraubers (SH-2 Seasprite) vorbereitet. Am 18. Mai waren die Arbeiten abgeschlossen und die Badger begann mit Erprobungsfahrten vor der kalifornischen Küste. Am 9. Juli brach sie zu ihrem neuen Heimathafen Pearl Harbor auf, wo sie am 14. Juli ankam. Ihr erster Einsatz von dort war die „RIMPAC '73“-Übung, die am 11. September begann. Nach einem Fehler im Verdampfersystem musste sie die Übung für einen Tag zwecks Reparatur unterbrechen, konnte aber bis zum Abschluss am 21. September ohne weitere Probleme teilnehmen. Drei Tage später brach sie wieder nach Kalifornien auf, wo sie in Long beach einen 16-tägigen Hafenaufenthalt einlegte. Am 17. Oktober wurde sie der Kampfgruppe um die Oriskany zugeteilt, mit der sie über Subic Bay, Singapur und Bandar Abbas in den Persischen Golf lief. Dort fand die Cento-Übung „MIDLINK '73“ statt, die bis zum 2. Dezember andauerte. Nach Abschluss der Übung kehrte die Badger nach Subic Bay zurück, wo sie bis zum 20. Januar 1974 blieb. Anschließend lief sie nach Guam und operierte für einige Zeit in den Marianen, von wo sie am 17. Februar zu den Philippinen zurückkehrte. Nach einigen Übungen in philippinischen Gewässern lief sie am 18. März zu einer Reihe von Hafenbesuchen im asiatischen Raum aus, unter anderem in Hongkong und Taiwan. Ende April beschattete sie im Südchinesischen Meer einige sowjetische U-Boote, am 27. April kehrte sie nach Subic Bay zurück. Von dort lief sie am 5. Mai nach Hawaii aus, wo sie am 18. Mai nach einem Zwischenstopp in Guam ankam. Am 11. Juli erlitt die Fregatte bei Hochgeschwindigkeitstests vor Hawaii einen schweren Maschinenschaden und musste abgeschleppt werden; bis Ende Oktober wurde das Schiff im Anschluss überholt.

#### 1975–1978

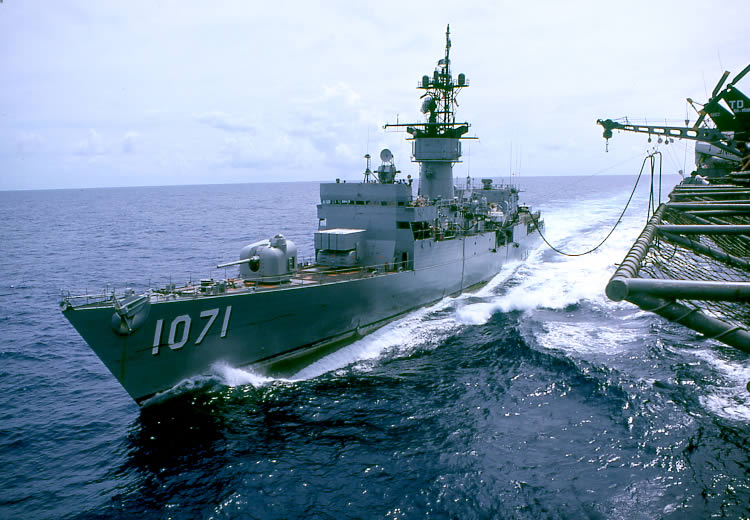
Die Badger bunkert vom Flugzeugträger Midway, 1975

Nach den Testfahrten war die „RIMPAC '75“-Übung, die am 11. März 1975 begann, der erste Einsatz nach langer Hafenliegezeit. Am 17. April lief die Badger zusammen mit ihrem Schwesterschiff Harold E. Holt und dem Lenkwaffenzerstörer Schofield in den Westpazifik aus, um während der Operation Frequent Wind die Evakuierung von amerikanischen und südvietnamesischen Soldaten, Regierungsangehörigen und Zivilisten zu unterstützen. Sie war außerdem im Mai an der Bergung der Mayaguez beteiligt, die von den Roten Khmer mitsamt ihrer Besatzung entführt worden war. Anfang Juni lief sie Apra Harbor auf Guam an, von dort operierte sie mit der Brewton. Ende Juni kehrte die Badger zu den Philippinen zurück.
Am 30. Juni lief sie von Subic Bay mit der Task Group 75.1 in Richtung Indischer Ozean aus. Am Folgetag wurde sie im Rahmen der allgemeinen Reklassifikation zur Fregatte (FF) umklassifiziert. Während der Fahrt wurden verschiedene Übungen abgehalten und etliche Anrainerhäfen besucht. Am 11. September kehrte die Fregatte nach Subic Bay zurück, im Anschluss ging sie zur Überholung für eine Woche ins Trockendock. Am 1. Oktober lief sie erneut aus, diesmal nach Hongkong und Guam. Von dort kehrte das Schiff Ende Oktober nach Pearl Harbor zurück, wo es am 8. November eintraf.
Bis zum späten Mai 1976 blieb das Schiff in hawaiischen Gewässern. Am 7. Juni ging die Badger zur Überholung ins Trockendock des Pearl Harbor Naval Shipyard. Die Arbeiten dauerten bis zum 11. Januar 1977 an. Danach wurde die Einsatzbereitschaft des Schiffes in ausgiebigen Übungseinsätzen vor der Küste Hawaiis überprüft. Am 22. August lief die Fregatte mit dem Zerstörergeschwader 23 in Richtung US-Westküste aus, wo sie unter anderem San Diego besuchte und an der Übung „Varsity Spirit“ teilnahm. Am 1. Oktober kehrte sie nach Pearl Harbor zurück, um sich dort auf den nächsten Einsatz vorzubereiten. Dieser begann am 2. November, als die Badger mit dem Zerstörergeschwader 25 und dem Flugzeugträger Kitty Hawk in den Westpazifik auslief. Drei Wochen später kam die Kampfgruppe in Yokosuka an. Von dort aus unternahm die Fregatte mehrere Hafenbesuche und nahm an Übungen mit der 7. US-Flotte und Schiffen verbündeter Nationen teil. Am 8. Mai 1978 kehrte sie nach Hawaii zurück. Im Sommer war die Fregatte Drehort für Szenen der Miniserie Pearl, die den japanischen Angriff auf Pearl Harbor thematisierte. Mehrere Szenen wurden im Inneren des Schiffs gedreht. Bis zum März 1979 blieb das Schiff in der Nähe Hawaiis.

#### 1979–1984
Der nächste größere Einsatz begann am 17. März 1979, zusammen mit den Fregatten Brewton, Rathburne, Ramsey und dem Lenkwaffenzerstörer Lynde McCormick lief die Badger zu einem erneuten Einsatz mit der 7. Flotte in pazifischen Gewässern aus. Nach einem Zwischenstopp in Guam kamen die Schiffe am 4. April in Subic Bay an, wo sie für einige Zeit im Hafen verblieben. Zusammen mit ihren Schwesterschiffen unternahm die Fregatte Anfang Mai einen Hafenbesuch in Hongkong. Die zweite Maihälfte und die ersten Juniwochen verbrachte sie mit einer Einsatzgruppe im Indischen Ozean, am 11. Juni kehrte sie nach Subic Bay zurück. Am 1. Juli lief die Badger zusammen mit ihren Schwesterschiffen Brewton und Rathburne sowie dem Versorger Mispillion erneut in den Indischen Ozean, nachdem sie vom 4. bis zum 8. Juli in Singapur einen Zwischenstopp eingelegt hatten. Die Schiffe besuchten Colombo und Mombasa, operierten im Golf von Oman und im Golf von Aden und nahmen Ende August an der Übung „Sea Siamex X“ mit der thailändischen Marine teil. Nach Abschluss der Übung besuchten sie Pattaya Beach, dann setzten die vier Schiffe ihre Fahrt in Richtung der Philippinen fort. Unterwegs trennte sich die Badger von den anderen Schiffen und setzte ihren Weg nach Luzon alleine fort, wo sie am 15. September ankam. Den Rückweg nach Hawaii traten die drei Fregatten am 21. September gemeinsam an. Nach Zwischenhalten in Guam und Midway kamen sie am 4. Oktober in Pearl Harbor an.

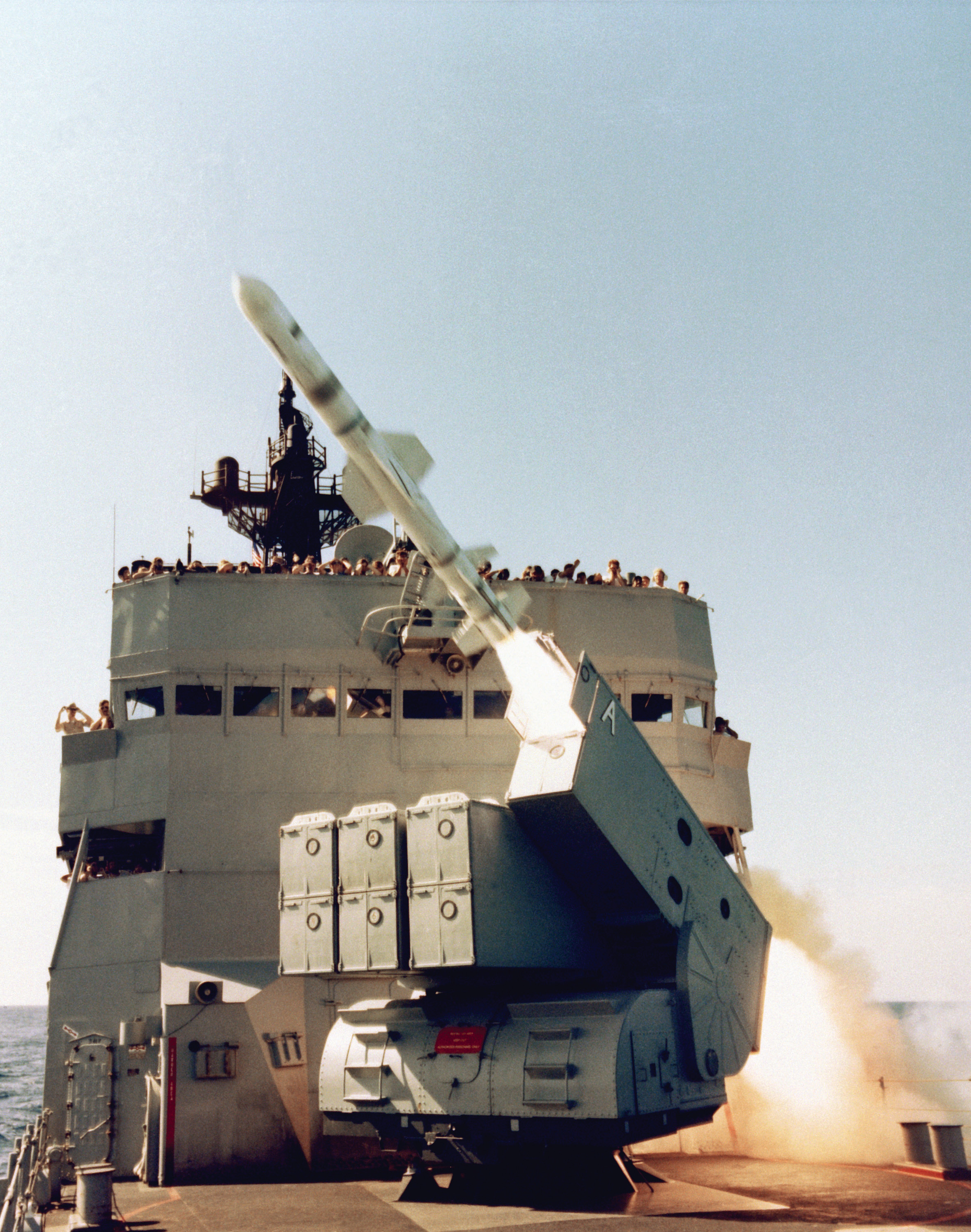
Harpoon-Test auf der Badger

Am 7. Januar 1980 ging die Fregatte für sieben Wochen zur Überholung ins Dock. Nach Abschluss der Arbeiten operierte sie die nächsten sechs Monate vor der hawaiischen Küste. Mitte August begannen die Vorbereitungen für den Einsatz mit der Ranger, der am 26. September begann. Die Kampfgruppe verließ Hawaii in Richtung der Philippinen. Ende Oktober verließ die Gruppe den amerikanischen Marinestützpunkt dort und durchquerte die Malakkastraße in den Indischen Ozean. Nach dem Ende der Geiselnahme von Teheran am 19. Januar 1981 verblieb der Verband noch bis zum 11. März in der Region. Dann kehrte er nach Subic Bay zurück, wo die Schiffe am 23. März eintrafen. Die Badger ging zur Überholung für zwölf Tage ins Dock. Am 16. April setzte der gesamte Verband Kurs auf Hawaii, wo er am 28. April eintraf. Die Fregatte verließ den Kampfverband und nahm vor den Inseln an mehreren Übungen teil, bis sie im September für mehrere Monate zur gründlichen Überholung ins Dock ging. Der Dockaufenthalt dauerte bis zum März des nächsten Jahres. Zwei weitere Monate verbrachte das Schiff zu Tests im Hafen. Erst im Mai 1982 lief es wieder zu Bereitschaftsübungen aus, die aber bis zum Februar 1983 andauerten.
Am 8. Februar lief die Badger mit dem Zerstörergeschwader 25, das aus den Fregatten Gray und Lang sowie dem Zerstörer Cochrane bestand, zu Übungen vor der US-Westküste aus, die bis zum 21. März andauerten. Am 24. April begannen die Vorbereitungen für den nächsten Pazifikeinsatz. Zusammen mit der Elliot und der Brooke lief die Fregatte am 26. April in Richtung Guam und Manila aus.
Nach dem Abschuss des Korean-Airlines-Flugs 007 durch sowjetische Abfangjäger war die Fregatte an den Suchaktionen im japanischen Meer beteiligt. Am 11. November kehrte sie nach Hawaii zurück, wo sie bis zum Jahresende im Hafen blieb. Das Jahr 1984 verbrachte die Fregatte zumeist mit Übungen vor Hawaii. Im September schloss sich ein mehrwöchiger Dockaufenthalt an. Ende Oktober lief die Badger zu einer großen Übung mit den Flugzeugträgern Constellation und Carl Vinson ins südchinesische Meer aus. Nach einem Zwischenstopp in Yokosuka kehrte sie am 22. Dezember, zusammen mit dem Zerstörer Joseph Strauss, nach Pearl Harbor zurück, wo sie den Rest des Jahres verblieb.

#### 1985–1990

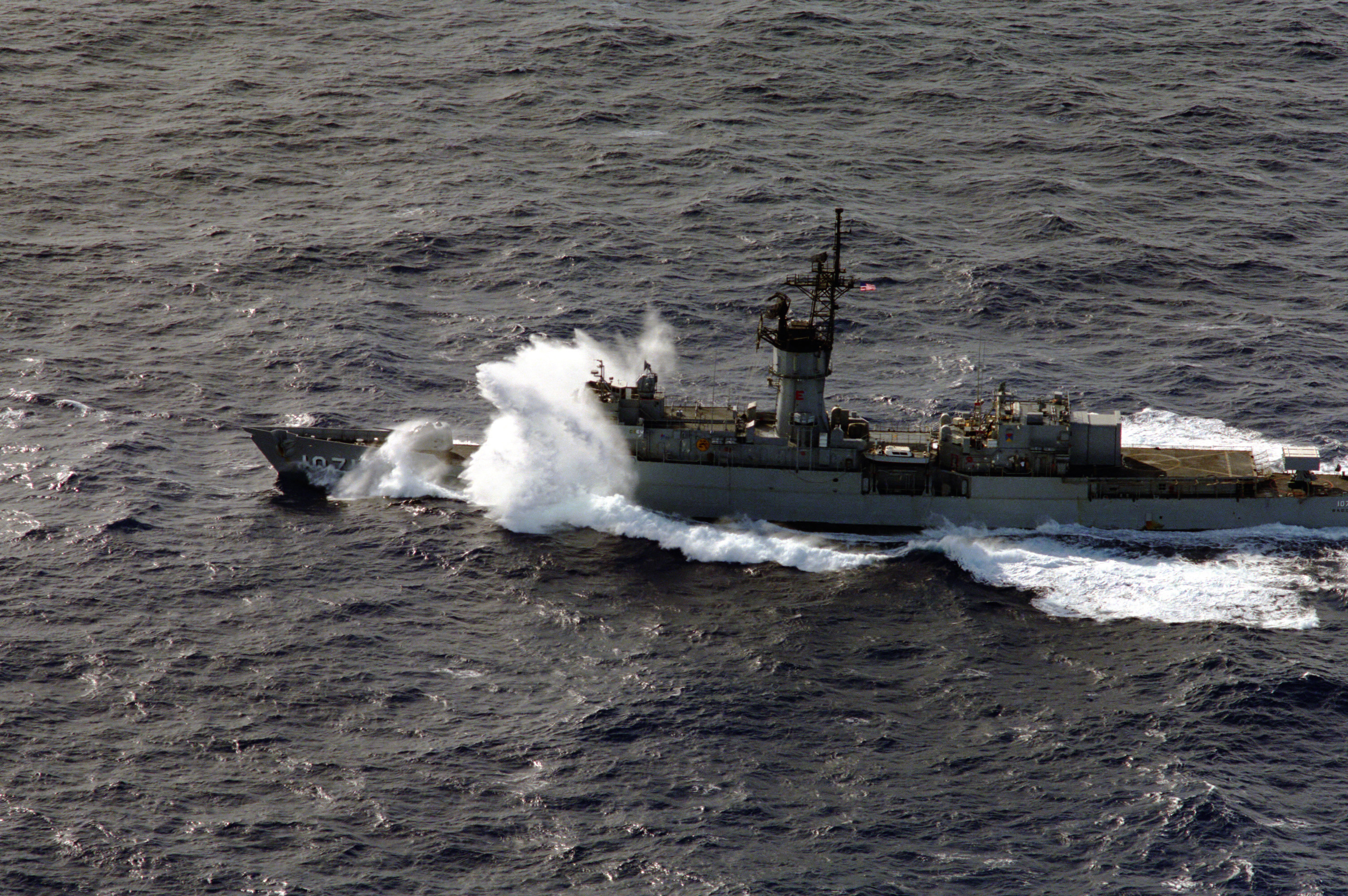
Die Badger in schwerer See

Am 10. Januar 1985 verließ die Fregatte ihren Heimathafen, um für zwei Wochen im Hochseegebiet zwischen Hawaii und Kalifornien an U-Jagdübungen teilzunehmen. Nach weiteren Übungen vor Midway und Hawaii traf die Badger am 2. August mit der Kampfgruppe der Kitty Hawk zusammen, die sie nach Subic Bay begleitete. Von dort lief der Schiffsverband in den Indischen Ozean und das Arabische Meer. Unterwegs nahm die Fregatte, zusammen mit dem Kreuzer Horne, an der „MERLION 85“-Übung der singapurischen Marine teil. Nach ausgedehnten Übungen im Seegebiet und mehreren Hafenbesuchen in den Anrainerstaaten kehrte der Verband am 12. Dezember nach Hawaii zurück.
Ab dem 1. Februar 1986 nahm die Fregatte an Bereitschaftsübungen vor Kauai teil; diese dauerten bis in den April. Im Anschluss an die Übungen brach die Badger zu einer „Good will“-Kreuzfahrt durch den südlichen Pazifik auf, die bis zum 12. Mai dauerte. Im Juni nahm sie an der multinationalen „RIMPAC 86“-Übung teil. Anschließend brach die Fregatte zur Westküste der USA auf, wo sie Vancouver, San Francisco und San Diego besuchte sowie an der „EASTPAC 86“-Übung teilnahm. Nach seiner Rückkehr in den Heimathafen verblieb das Schiff für den Rest des Jahres, kleinere Übungen ausgenommen, im Hafen. Am 8. Dezember begann ein dreimonatiger Aufenthalt im Trockendock des Navy Shipyards. Nach dem Ende der Überholung verblieb das Schiff zwei weitere Monate im Hafen. Im Anschluss operierte es zumeist in den Gewässern vor Oahu.
Erst am 9. Juni 1988 begann die Fregatte wieder mit ausgedehnteren Übungen. Am 22. Juni lief sie mit der Carl Vinson in Richtung Japan aus. Unterwegs verließ sie die Kampfgruppe und setzte ihren Weg nach Yokosuka alleine fort, wo sie am 16. Juli ankam. Nach einigen kleineren Reparaturen lief sie in Richtung der Philippinen aus, von wo sie nach einem dreitägigen Aufenthalt erneut nach Singapur dampfte. Nachdem sie vor den Spratly-Inseln 57 vietnamesische Flüchtlinge gerettet hatte, kehrte sie nach Subic Bay zurück. Am 10. August steuerte die Badger erneut Yokosuka an, von wo sie in der Folgezeit mehrere Fahrten, unter anderem mit dem Träger Midway, in den japanischen Gewässern unternahm. Am 11. November kehrte sie nach Subic Bay zurück, von wo sie am 22. November zu ihrem Heimathafen aufbrach. Den Rest des Jahres 1988 sowie das gesamte Jahr 1989 verbrachte sie mit Übungen und Operationen in den Gewässern um Hawaii.

#### 1990 und 1991, Außerdienststellung
Im März 1990 wurde Badger der US-Küstenwache unterstellt und nahm an mehreren Anti-Drogen-Kontrollen vor der Westküste der USA teil. Im September wurde die Hubschrauberabteilung der Fregatte auf das Schwesterschiff Ouellet verlegt. Am 11. September kehrte die Badgernach Oahu zurück, wo sie zur Überholung noch einmal ins Dock ging. Bis zum Juni 1991 war das Schiff mit Übungseinsätzen vor Hawaii beschäftigt, dann brach es zu einer letzten Reise entlang der US-Pazifikküste auf und unternahm mehrere Hafenbesuche von Alaska bis Kalifornien. Nach der Rückkehr nach Pearl Harbor verließ das Schiff seinen Liegeplatz nicht mehr.
Die Fregatte wurde am 20. Dezember 1991 in ihrem Heimathafen außer Dienst gestellt. Bis zum Januar 1995 verblieb sie noch im Schiffsregister der US Navy. Nach der Streichung wurde die Badger am 22. Juli 1998 während der „RIMPAC '98“-Übung im Pazifik durch Beschuss mit verschiedenen Anti-Schiffslenkwaffen schwer beschädigt und sank in der folgenden Nacht.
Für ihren Einsatz während des Vietnamkriegs wurde die Fregatte mit einem Battle Star ausgezeichnet.

## Trivia
- Im Film 50 erste Dates trägt der Vater der Hauptdarstellerin, Marlin Whitmore (gespielt von Blake Clark), eine Baseballkappe mit dem Namen und dem Wappen des Schiffs, wie sie bei ehemaligen Besatzungsmitgliedern üblich sind.[2]